# Stade olympique de Gabès
Le stade olympique de Gabès (arabe : الملعب الأولمبي بقابس), est le principal stade de football de Gabès (Tunisie).

## Histoire
D'une capacité de 10 000 places,, il est équipé d'un tableau électronique en 2018.